# Zlatý míč 2004
Zlatý míč, cenu pro nejlepšího fotbalistu dle mezinárodního panelu sportovních novinářů, v roce 2004 získal ukrajinský fotbalista Andrij Ševčenko z AC Milán. Šlo o 49. ročník ankety, organizoval ho časopis France Football a výsledky určili sportovní publicisté z 52 zemí Evropy.

## Pořadí
| Pořadí | Jméno                | Země              | Klub                      | Body |
| ------ | -------------------- | ----------------- | ------------------------- | ---- |
| 1      | Andrij Ševčenko      | Ukrajina          | AC Milán                  | 175  |
| 2      | Deco                 | Portugalsko       | FC Porto FC Barcelona     | 139  |
| 3      | Ronaldinho           | Brazílie          | FC Barcelona              | 133  |
| 4      | Thierry Henry        | Francie           | Arsenal                   | 80   |
| 5      | Theodoros Zagorakis  | Řecko             | AEK Atény Boloňa          | 44   |
| 6      | Adriano              | Brazílie          | Parma Inter Milán         | 27   |
| 7      | Pavel Nedvěd         | Česko             | Juventus                  | 23   |
| 8      | Wayne Rooney         | Anglie            | Everton Manchester United | 22   |
| 9      | Ricardo Carvalho     | Portugalsko       | FC Porto Chelsea          | 18   |
| 9      | Ruud van Nistelrooy  | Nizozemsko        | Manchester United         | 18   |
| 11     | Angelos Charisteas   | Řecko             | Werder Brémy              | 15   |
| 12     | Cristiano Ronaldo    | Portugalsko       | Manchester United         | 11   |
| 12     | Milan Baroš          | Česko             | Liverpool                 | 11   |
| 14     | Zlatan Ibrahimović   | Švédsko           | Ajax Juventus             | 8    |
| 15     | Samuel Eto'o         | Kamerun           | Mallorca Barcelona        | 7    |
| 15     | Kaká                 | Brazílie          | AC Milán                  | 7    |
| 17     | Traianos Dellas      | Řecko             | AS Řím                    | 5    |
| 17     | Fernando Morientes   | Španělsko         | Monako Real Madrid        | 5    |
| 17     | Frank Lampard        | Anglie            | Chelsea                   | 5    |
| 17     | Didier Drogba        | Pobřeží slonoviny | Marseille Chelsea         | 5    |
| 17     | Gianluigi Buffon     | Itálie            | Juventus                  | 5    |
| 22     | Luís Figo            | Portugalsko       | Real Madrid               | 4    |
| 23     | Zinédine Zidane      | Francie           | Real Madrid               | 3    |
| 24     | Rubén Baraja         | Španělsko         | Valencie                  | 2    |
| 24     | Ludovic Giuly        | Francie           | Monako Barcelona          | 2    |
| 24     | Maniche              | Portugalsko       | FC Porto                  | 2    |
| 24     | Antonios Nikopolidis | Řecko             | Panathinaikos Olympiakos  | 2    |
| 28     | Paolo Maldini        | Itálie            | AC Milán                  | 1    |
| 28     | Vicente              | Španělsko         | Valencie                  | 1    |

Tito hráči byli rovněž nominováni, ale nedostali žádný hlas: Aílton, Roberto Ayala, Fabien Barthez, David Beckham, Petr Čech, Emerson, Juninho Pernambucano, Michalis Kapsis, Henrik Larsson, Johan Micoud, Mista, Alessandro Nesta, Andrea Pirlo, José Antonio Reyes, Ronaldo, Tomáš Rosický, Paul Scholes, Clarence Seedorf, Giourkas Seitaridis, Francesco Totti a Patrick Vieira.